# Ayomi
Ayomi ist eine Ortschaft und ein Arrondissement im Departement Couffo im westafrikanischen Staat Benin. Es ist eine Verwaltungseinheit, die der Gerichtsbarkeit der Kommune Dogbo untersteht.

## Demografie und Verwaltung
Gemäß der Volkszählung 2013 des beninischen Statistikamtes INSAE hatte das Arrondissement 18.222 Einwohner, davon waren 8466 männlich und 9756 weiblich.
Von den 65 Dörfern und Quartieren der Kommune Dogbo entfallen zehn auf Ayomi:
1. Agbédranfo
2. Avédjin
3. Ayomi-Centre
4. Gbannavé
5. Ketchandji-kpolédji
6. Kpodaha-Centre
7. Kpodaha-Deka
8. Tokpota
9. Zohoudji
10. Zokpédji